# 中華人民共和國沿海開放城市
中华人民共和国沿海开放城市，中华人民共和国在改革开放中，为鼓励对外经济合作和技术交流而给予外商以若干优惠待遇的沿海港口城市。1984年5月曾以大连、秦皇岛、天津、烟台、青岛、连云港、南通、上海、宁波、温州、福州、广州、湛江、北海等十四个城市定为沿海开放城市；此后又将长江三角洲、珠江三角洲和闽南厦漳泉三角地区以及辽东半岛、胶东半岛开辟为沿海经济开放区。沿海开放城市，从地理位置、自然资源到经济基础以及技术管理等，都具有良好的条件和优势。

## 十四个沿海城市列表
东北地区：
- 大连

华北地区：
- 天津
- 秦皇岛

华东地区：
- 福州
- 温州
- 宁波
- 上海
- 南通
- 连云港
- 青岛
- 烟台

华南地区：
- 广州
- 湛江
- 北海（含防城港）